# Bracca catadela
Bracca catadela là một loài bướm đêm trong họ Geometridae.